# Aśvaghosa (cràter)
Aśvaghosa és un cràter d'impacte de 88 km de diàmetre de Mercuri. Porta el nom del poeta indi Aśvaghoṣa (अश्वघोष, c. 80 – c. 150), i el seu nom va ser aprovat per la Unió Astronòmica Internacional el 1976.
Està situat al sud del cràter Abu Nuwas i al sud-oest del cràter Molière. És una formació gairebé circular, i la seva vora es manté intacta, excepte quan es trenca en el seu costat sud, i el seu costat nord presenta una osca formada a partir de dos petits cràters units. En el fons del cràter hi ha una muntanya central que s'eleva en múltiples pics 